# Secundaire waterkering
Een secundaire waterkering is een waterkering die het land niet direct tegen het buitenwater beschermt zoals een primaire waterkering.
Binnen een dijkringgebied ligt vaak een stelsel van regionale keringen, deze worden soms abusievelijk met secundaire waterkeringen aangeduid. 
Het kenmerk van een regionale kering is dat de kering tegen het binnenwater beschermt en geen nationale en wettelijke status heeft. 
Het waterniveau aan de buitenzijde kan worden gecontroleerd (dit in tegenstelling tot de primaire waterkeringen).
Secundaire waterkeringen worden ook wel binnendijken genoemd.
Men spreekt ook wel van kaden in plaats van dijk. 

## Types secundaire keringen

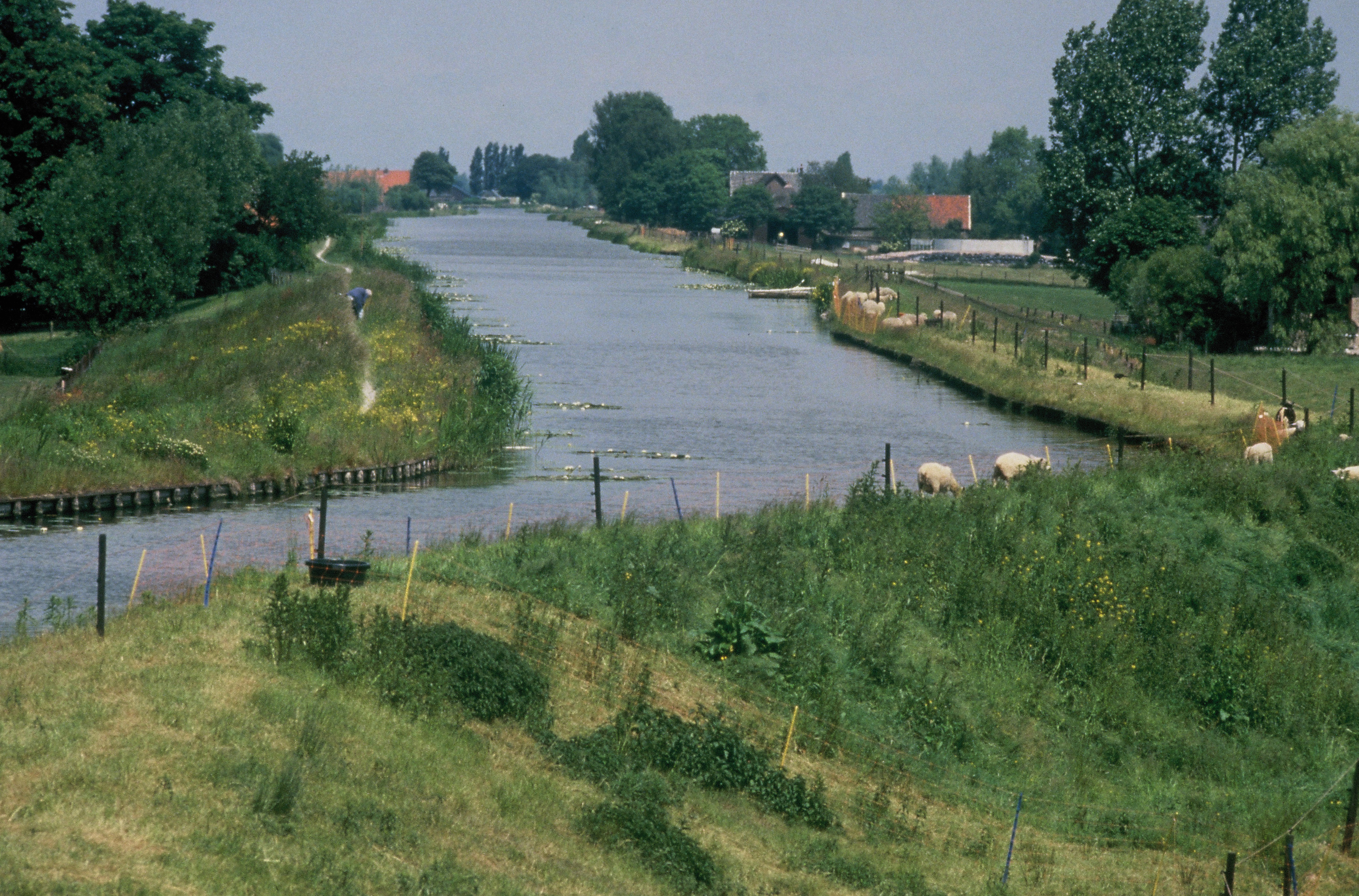
Boezemkade in het Westland, hoogheemraadschap van Delfland

- Een regionale kering - een dijk (boezemkade) met een lokaal of regionaal karakter.
- Een kanaaldijk - een grondlichaam om het kanaal door een lager gelegen gebied.
- Een boezemkade - een langs een water (de boezem) gelegen dijk die moet voorkomen dat de boezem bij hoog water het achtergelegen land binnenstroomt.
- Een polderscheiding - een kade tussen twee polders, voornamelijk bedoeld om de twee verschillende peilen van elkaar te scheiden. Soms is zo'n peilscheiding nauwelijks te herkennen. De tiendwegen (Zuid-Holland) zijn hier een goed voorbeeld van.
- Een landscheiding.
- Een compartimenteringsdijk is een dijk die een polder in tweeën deelt om de schade bij dijkdoorbraak te verminderen.
- Een slaperdijk is een landinwaarts gelegen reserve dijk, meestal bij een zeedijk.

De kaden van bijvoorbeeld Wilnis en het Julianakanaal (bij Stein) zijn regionale waterkeringen.